# Jánoky család
Jánoky család (jánoki és nagyszuhai) - eredetét a Hontpázmány nemzetségből veszi.

## Története
A család első ismert őse az 1294-ben élt és a honti ágból való idősebb Ders fia Tamás volt. 
A család tagjai közül Demeter 1391-ben veszprémi püspök, László 1347-ben prépost volt.
1610-ben a család tagjai közül Mihályt és Gáspárt Szuha (Nagyszuha), Fazekas-Zsaluzsány és Vallon kis-honti, továbbá Harmac gömörmegyei birtokokba iktatták be, melyeket a család már 1430-ban is birtokolt. III. Gáspár, kinek neje Jákóffy Kata volt, Ráhót szerezte meg, hol 1631-ben iskolát alapított az előkelő nemesi család fiai részére, fia IV. Gáspár († 1692) pedig templomot építtetett itt. Fia: Farkas 1693-ban Hont vármegye alispánja volt. Zsigmond 1721-ben Hont vármegye alispánja, később II. Rákóczi Ferenc szenátora lett. A család utolsó férfitagja e Zsigmondnak fia László volt († 1740 táján), Lászlónak nyolc leánya volt, kiknek férjhez menetele után a Jánoky vagyonon nyolc család osztozkodott.
A család temetkezési helyén, a rimaráhói evangélikus templomban a kripta fölött volt elhelyezve a valószínűleg Jánoky László által állított epitáfium, amely 2000-ben történt restaurálása után a Gömör-Kishonti Múzeumba került. Az 1721-es keltezésű, és a Jánoky családnak emléket állító epitáfiumon mind a négy említett Jánoky: Gáspár, Zsigmond, Wolfgang és László is megtalálható. Az epitáfium kompozíción a fő helyet a keresztre feszített Jézus foglalja el és két oldalról a Jánoky család tagjai veszik körül; bal oldalon a család férfi tagjai, jobb oldalon pedig a család nő tagjai: Szentiványi Julianna, Bartokovits Katalin, Jánoky Mária, Máriássy Klára, Jánoky Mária és Okolicsányi Anna Mária foglalnak helyet.